# Leonardo Servadio
Leonardo Servadio (Perugia, 14 gennaio 1925 – Perugia, 25 gennaio 2012) è stato un imprenditore italiano, fondatore dell'azienda di abbigliamento sportivo Ellesse.

## Biografia
Nato a Perugia nel 1925 da nota famiglia borghese appartenente alla comunità ebraica cittadina, dopo essersi laureato in economia e commercio, lavorò come sarto nel magazzino di tessuti di pregio del padre. Nel 1959, decise di mettersi in proprio e aprì un laboratorio artigianale dove si realizzavano pantaloni normali e da sci. L'impresa da lui fondata, la SEGI, che divenne Ellesse - dalle iniziali del suo nome e cognome - crebbe rapidamente, passando dai 6 addetti iniziali a 200 agli inizi degli anni sessanta.
Ellesse divenne una delle maggiori aziende italiane produttrici di abbigliamento sportivo, che acquisì notorietà anche a livello internazionale. Servadio fu a capo dell'azienda fino al 1993, quando la cedette alla holding inglese Pentland Group. Dopo la cessione della Ellesse si dedicò ad altre attività con l'apertura nel 1998 di un locale, il Caffè di Perugia, nel  centro storico del capoluogo umbro, e un anno più tardi, nel 1999, con l'acquisto della collezione del Museo del Giocattolo di Stoccolma, con l'obbiettivo di farlo diventare il fulcro di un parco ludico, culturale e commerciale da allestire a Perugia, nel complesso immobiliare che era stato sede dell'Ellesse.
Muore a Perugia nel 2012 all'età di 87 anni.